# Oprah's Next Chapter
Oprah's Next Chapter (le Chapitre Suivant d'Oprah) est une émission de télévision américaine animée par Oprah Winfrey. Elle a été diffusée du 1er janvier 2012 au 4 janvier 2015 sur Oprah Winfrey Network.
C'était un talk-show qui avait démarré huit mois après la fin de celui que l'animatrice avait présentée pendant 25 ans sur CBS et ABC, le célèbre Oprah Winfrey Show. 

## Audience
Parmi les émissions les plus suivies on peut citer celle au cours de laquelle le coureur cycliste Lance Armstrong a avoué qu'il se dopait. Elle a été vue par 3,2 millions de téléspectateurs. En mars 2012, ils ont été 3,5 millions à regarder Oprah interviewer la famille de Whitney Houston, quelques semaines après la mort tragique de la chanteuse. Il faut aussi citer l'émission, pendant l'été 2012, au cours de laquelle la chanteuse Rihanna affirma son indéfectible amitié pour Chris Brown, son ex-compagnon qui l'avait tabassée trois ans plus tôt.

## Invités
Neil Patrick Harris et David Burtka (Saison 1, émission 21), Whitney Houston (2012  Rihanna (2012 .